# ディーヴァサーチ
ディーヴァサーチ（Diva Search）は、アメリカのプロレス団体WWEで2003年から2007年まで行われたディーヴァ選出コンテストである。
2003年に初めて行われるが以降のディーヴァサーチとは違い、WWEとの契約が与えられるのではなくWWEの発行する「WWEマガジン」にグラビアが掲載されるというものであった。2004年からは優勝者には賞金とWWEとの契約が与えられる形式となる。また優勝者以外でもWWEと契約することがある。日本放送時の字幕では"ディーバを探せ"となっていた。

## ディーヴァサーチ出身者
2004
- クリスティ・ヘミ（英語版） (優勝者) 2005年12月退団
- ジョイ・ジョバンニ（英語版） (3位) 2005年7月退団
- マリア (5位) (現マリア・ケネリス) 2010年2月解雇
- ミシェル・マクール (7位) 2011年5月退団
- キャンディス・ミシェル (参加者) 2009年6月退団

2005
- アシュリー・マッサーロ (優勝者) 2008年7月退団 (2019年に死去)
- クリスタル・マーシャル（英語版） (4位) 2007年10月退団

2006
- レイラ・エル (優勝者) 2015年7月退団、引退
- ミレーナ・ルッカ (4位) 2017年2月引退
- マリース・ウエレ (7位) (現マリース)

2007
- イヴ・トーレス (優勝者) 2013年3月退団
- レナ・ヤダ（英語版） (3位) 2008年11月退団
- タリン・テレル (4位) 2010年11月退団
- アンジェラ・フォン (参加者) 2010年6月退団